# Capillas

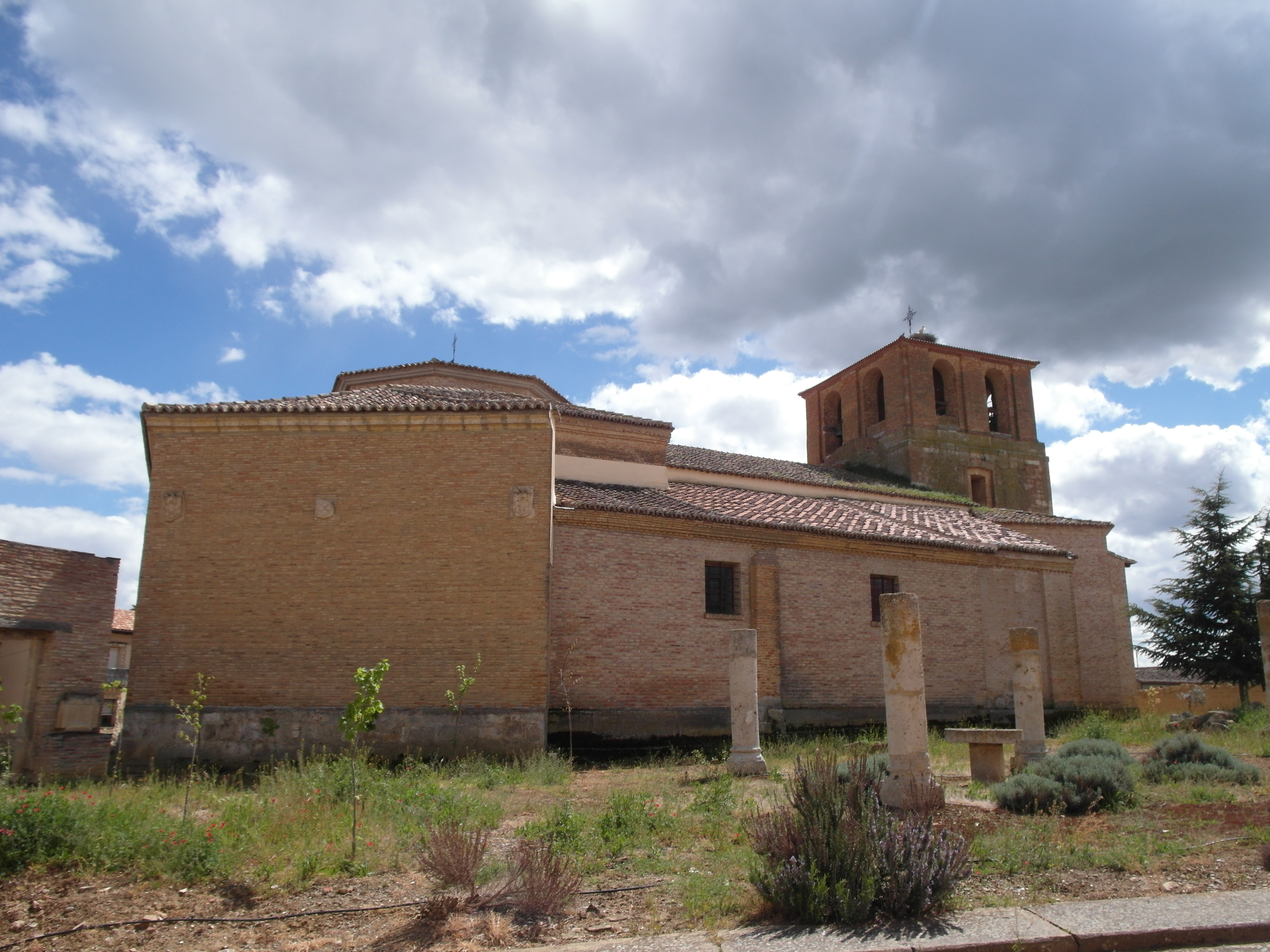
Kerk in Capillas

Capillas is een gemeente in de Spaanse provincie Palencia in de regio Castilië en León met een oppervlakte van 18,27 km². Capillas telt 78 inwoners (1 januari 2016).

## Demografische ontwikkeling
Bron: INE, 1857-2011: volkstellingen